# Rafael Pineda (boxe anglaise)
Rafael Pineda est un boxeur colombien né le 12 janvier 1966 à San Cristobal.

## Carrière
Passé professionnel en 1986, il devient champion de Colombie des poids super-légers en 1987 puis remporte le titre vacant de champion du monde IBF de la catégorie le 7 décembre 1991 après sa victoire par KO à la 9e reprise contre Roger Mayweather. Pineda conserve son titre face à Clarence Coleman mais s'incline aux points contre Pernell Whitaker le 18 juillet 1992. Il met un terme à sa carrière en 2004 sur un bilan de 38 victoires et 6 défaites.